# Cristianesimo in Bhutan
Il cristianesimo in Bhutan è una religione di minoranza. La religione più diffusa in Bhutan è il buddhismo. Secondo stime del Pew Research Center riferite al 2010, i buddhisti rappresentano il 74,5% della popolazione; la seconda religione è l'induismo, professato dal 22,5% circa della popolazione; il 2% circa della popolazione segue le religioni tradizionali animistiche e l'1% della popolazione segue altre religioni, tra cui il cristianesimo e l'islam. Secondo stime dell'Association of Religion Data Archives (ARDA) riferite al 2015, il buddhismo è seguito da circa l'84,5% della popolazione, l'induismo da circa l'11,5%, le religioni tradizionali animiste da circa il 3%, il cristianesimo dallo 0,7%, l'islam dallo 0,1% e la restante parte della popolazione non segue alcuna religione o non specifica la religione di appartenenza. La costituzione del Bhutan riconosce il buddhismo come "retaggio spirituale dello stato", ma riconosce la libertà religiosa nel rispetto della legge e vieta le discriminazioni religiose. Tutti i gruppi religiosi devono registrarsi presso la Commissione governativa per le Organizzazioni Religiose (CRO). Solo le organizzazioni registrate possono esercitare il culto in pubblico, importare e distribuire materiale religioso, possedere proprietà, richiedere l'autorizzazione governativa per costruire luoghi di culto. Le organizzazioni non registrate possono praticare il culto solo privatamente, nelle abitazioni private. Le organizzazioni religiose devono rispettare il retaggio spirituale del Paese, pertanto è proibito il proselitismo religioso verso i buddhisti. È vietato promuovere mediante scritti o discorsi l'inimicizia tra le religioni; le organizzazioni religiose devono inoltre astenersi da attività che possono minacciare la sicurezza, la sovranità e l'integrità territoriale dello stato. Nonostante il riconoscimento legale della libertà religiosa, le organizzazioni religiose lamentano che finora sono state riconosciute solo due organizzazioni religiose non buddiste (entrambe induiste); nessuna organizzazione cristiana o musulmana è stata riconosciuta, per cui queste due religioni sono soltanto tollerate e non possono praticare in pubblico la propria fede e chiedere di costruire luoghi di culto. Sulla mancata accettazione della domande di riconoscimento delle organizzazioni cristiane non è stata fornita alcuna motivazione.

## Confessioni cristiane presenti
La maggioranza dei cristiani in Bhutan sono protestanti (circa lo 0,5% della popolazione), mentre i cattolici rappresentano circa lo 0,2% della popolazione.

### Cattolicesimo
In Bhutan non esiste alcuna giurisdizione ecclesiastica da parte della Chiesa cattolica e i fedeli presenti nel Paese dipendono dalla diocesi di Darjeeling in India. 

### Protestantesimo
La maggior parte dei protestanti in Bhutan appartiene al movimento pentecostale, che comprende circa il 58% dei cristiani del Paese; tra i pentecostali vengono tuttavia conteggiati anche i battisti, che sono mescolati con loro in 13 delle congregazioni del Paese. Sono inoltre presenti anglicani, avventisti e comunità cristiane non denominazionali. 
Le principali denominazioni protestanti presenti attualmente in Bhutan sono le seguenti:
- Chiesa di Dio in Cristo: espressione del movimento pentecostale, è presente in Bhutan con 2 congregazioni;
- Chiesa dell'India del Nord: i fedeli anglicani nel Paese dipendono dalla diocesi dell'Himalaya orientale, che ha sede a Darjeeling e comprende il Bhutan e parte dell'India;
- Chiesa cristiana avventista del settimo giorno: è presente nel Paese con 14 congregazioni e circa 850 membri.[6]